# Etelredo de Mercia
Etelredo (en inglés: Æthelred pronunciación en inglés: /ˈæθəlrɛd/; fallecido después de 704) fue rey de Mercia de 675 a 704. Era hijo de Penda de Mercia y llegó al trono en 675, tras la muerte de su hermano Wulfhere. En el primer año de su reinado invadió Kent y sus tropas destruyeron la ciudad de Rochester. En 679 derrotó a su cuñado Egfrido de Northumbria en la batalla del Trent; la batalla fue importante retroceso para Northumbria y terminó con su participación militar en los asuntos ingleses al sur del río Humber. También devolvió permanentemente el Reino de Lindsey a la posesión de Mercia. Sin embargo, fue incapaz de restablecer el dominio que sus predecesores tenían en el sur de Britania.
Fue conocido como un rey piadoso y religioso, que hizo muchas concesiones de tierras a la iglesia. Durante su reinado, Teodoro, el arzobispo de Canterbury, reorganizó la estructura diocesana de la iglesia y creó varias  sedes en Mercia y Northumbria. Etelredo hizo amistad con Wilfrido, obispo de York, cuando este fue expulsado de su sede en Northumbria. Más adelante le nombró obispo de los Anglos medios durante su exilio y le apoyó durante el Concilio de Austerfield alrededor del 702, donde Wilfrido presentó su caso con la intención de recuperar las tierras eclesiásticas de las que había sido privado en Northumbria.
Osthryth, la esposa de Etelredo, era hija del rey Oswiu, uno de los reyes northumbrios dominantes del siglo VII. Fue asesinada en circunstancias desconocidas en 697. Etelredo abdicó en 704, dejando el trono a su sobrino Coenredo, el hijo de Wulfhere. Etelredo se convirtió en monje en Bardney, un monasterio que había fundado junto a su esposa, y fue enterrado allí. Ceolredo, que era hijo de Etelredo (aunque aparentemente no de Osthryth), se convirtió en rey después de Coenredo; también es posible que tuviera otro hijo llamado Ceolwald y que fuera rey brevemente después de Ceolredo.

## Mercia en elsigloVII

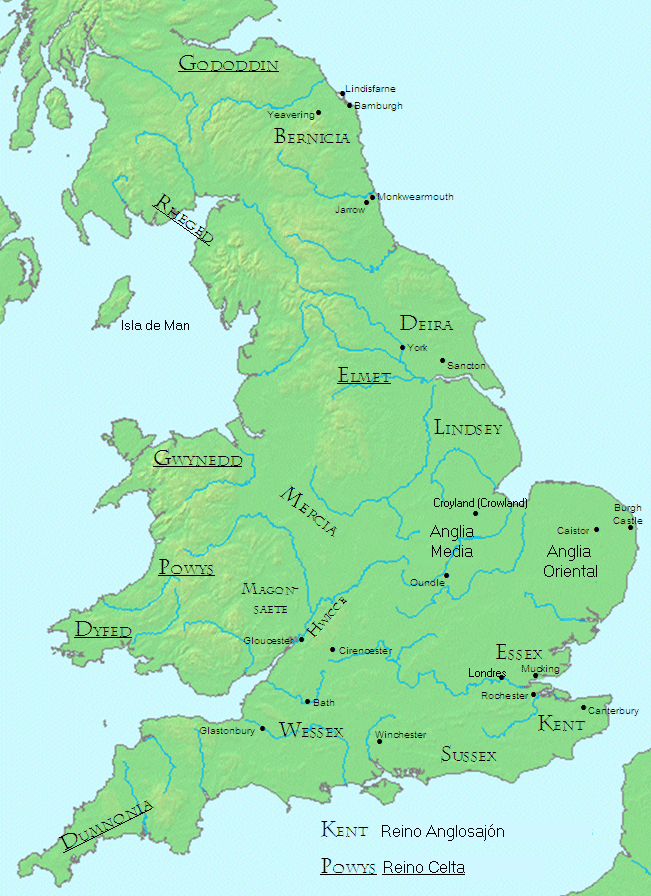
Los reinos de Gran Bretaña en el.

En el siglo VII, Inglaterra estaba casi totalmente dividida en reinos gobernados por los anglosajones que habían llegado a Gran Bretaña 200 años antes. El reino de Mercia ocupaba lo que hoy es la región de los Midlands ingleses; el origen del reino no está registrado, pero genealogías reales preservadas en la Crónica anglosajona y en la Genealogiae regum Anglorum concuerdan en que las casas reales eran descendientes de un fundador llamado Icel. La casa real Mercia es conocida como los Iclingas. El primer rey de Mercia para el que existe información histórica definitiva es Penda de Mercia, padre de Etelredo. Los más grandes reinos vecinos incluían Northumbria hacia el norte, recientemente formado a partir de la unión de los reinos de Bernicia y Deira, Anglia Oriental al este y Wessex, el reino de los sajones occidentales, al sur.
Según la Historia ecclesiastica gentis Anglorum, una historia de la iglesia inglesa escrita por Beda, un monje del siglo VIII, hubo siete gobernantes anglosajones tempranos que tenían imperium o señorío sobre los otros reinos. El quinto de estos fue Edwin de Northumbria, quien fue asesinado en la batalla de Hatfield Chase por una fuerza combinada que incluyó a Cadwallon, rey britano de Gwynedd, y a Penda. Poco tiempo después de la muerte de Edwin, Northumbria se dividió en los reinos de Bernicia y Deira. Antes de un año, Oswaldo, sobrino de Edwin, dio muerte a Cadwallon, volvió a reunir los dos reinos y posteriormente restableció la hegemonía de Northumbria sobre el sur de Inglaterra. En 642, Penda mató a Oswaldo en la batalla de Maserfield, por lo que Northumbria fue nuevamente dividida. Oswiu, el hijo de Oswaldo, lo sucedió en el trono de Bernicia y Oswino, el hijo de Osric, en el de Deira.
En 655, Oswiu derrotó y mató a Penda en la batalla de Winwaed. Después instaló a Peada, hijo de Penda, como gobernante de la parte sur de Mercia y él mismo se encargó de gobernar el norte; después de que Peada fuera asesinado en 656, Oswiu tomó el control directo de toda Mercia. Un golpe de Estado en 658, libró a Mercia del señorío de Northumbria y estableció a Wulfhere como rey. A principios de los años 670, Wulfhere se había convertido en el rey más poderoso en el sur de Gran Bretaña, con una hegemonía efectiva sobre todos los reinos anglosajones excepto Northumbria.
La fuente principal para este periodo es la historia de Beda, completada cerca de 731. A pesar de su enfoque en la historia de la iglesia, este trabajo también proporciona información valiosa acerca de los primeros reinos anglosajones. Para Wessex y Kent, Beda tenía informantes que le suministraban detalles de la historia de la iglesia en cada provincia, pero parece que no tuvo tal contacto en Mercia, por lo que estuvo menos informado de este reino. Una fuente adicional para este periodo es la Crónica anglosajona, compilada a finales del siglo IX en Wessex. El escriba anónimo de la Crónica parece haber incorporado mucha información registrada en períodos anteriores.

## Ancestros y principios del reinado

Familiares cercanos de Etelredo.

Etelredo era hijo de Penda de Mercia. La esposa de Penda, Cynewise, es nombrada por Beda, que no menciona a sus hijos; como no se conocen otras esposas de Penda, es probable, aunque no hay certeza de ello, que fuera la madre de Etelredo. La Crónica anglosajona le atribuye a Penda la edad de cincuenta años en 626 y un reinado de treinta años, pero esto pondría a Penda en la edad de ochenta años al momento de su muerte, lo que es bastante improbable, ya que dos de sus hijos (Wulfhere y Etelredo) eran jóvenes cuando murió. Según los historiadores Barbara Yorke y D. P. Kirby, sería más razonable que Penda tuviera cincuenta años al morir, en vez de al momento de ascender al trono. La fecha de nacimiento de Etelredo es desconocida, pero Beda describe a Wulfhere como joven cuando accedió a la corona en 658, así que es probable que él y Etelredo fueran adolescentes en esa época. Las fuentes antiguas no mencionan si Etelredo era mayor o menor que Wulfhere. 
No se sabe nada de la infancia de Etelredo. Tuvo otro hermano, Peada, y dos hermanas, Cyneburh y Cyneswith; también es posible que Merewalh, rey de Magonsaete, fuera hermano de Etelredo.
En 674, de acuerdo a Esteban de Ripon, Wulfhere «provocó a todas las naciones del sur contra [Northumbria]», pero fue derrotado por el hijo de Oswiu, Egfrido, que lo obligó a rendir Lindsey y a pagar tributo. Wulfhere sobrevivió a la derrota, pero murió en 675, posiblemente de alguna enfermedad, y Etelredo se convirtió en rey.
El primer acto registrado del reinado de Etelredo es en 676, cuando sus ejércitos devastaron Kent y destruyeron Rochester, la sede de los obispos de Kent Occidental. La razón del ataque no está registrada, pero pudo haber querido evitar que el rey Hlothhere de Kent recuperara el control de Surrey, que había entrado en la órbita merciana gracias a Wulfhere. Pudo ser también que Etelredo quisiera vengarse por los asesinatos de los hijos de Eormenred de Kent; las muertes habían sido instigadas por Egberto I de Kent, hermano de Hlothhere, y es posible que Etelredo fuera tío de los príncipes asesinados. Una tercera sugerencia es que los reyes de Essex pidieron la invasión en respuesta a los recientes intentos de Kent por ganar dominio sobre los sajones orientales. Independientemente de la razón, Hlothhere tuvo que aceptar el señorío de Etelredo. Los daños a la sede de Rochester fueron tan grandes que Putta, el obispo titular, se retiró de su diócesis; el sucesor designado, Cwichelm, también abandonó la sede «debido a su pobreza».
Al principio del reinado de Etelredo, Teodoro, arzobispo de Canterbury, comenzó una importante reorganización de la iglesia en Mercia. En 675 retiró a Winfred de su posición como obispo de Lichfield y durante los siguientes cuatro años dividió la sede merciana en cinco diócesis: Leicester, Lichfield, Worcester, Dorchester y Hereford. Etelredo fue un rey devoto, «más famoso por su disposición piadosa que por su habilidad en la guerra», en varias ocasiones regaló tierras para la expansión de la iglesia, incluyendo concesiones en Tetbury, Long Newton y Somerford Keynes. También se dice que Etelredo estuvo relacionado con la fundación de la abadía de Abingdon, en el sur de Oxfordshire.

## Relaciones con Northumbria
Mercia estuvo en conflicto con Northumbria desde al menos 633, cuando Penda derrotó y mató a Edwin en la batalla de Hatfield Chase. Sin embargo, hubo matrimonios diplomáticos entre los dos reinos: la hermana de Etelredo, Cyneburh, se casó con Alhfrith, hijo de Oswiu de Northumbria, y tanto Etelredo como su hermano Peada contrajeron matrimonio con hijas de Oswiu. El matrimonio de Cyneburh y Alhfrith tuvo lugar en los primeros años de la década de 650 y el de Peada con Alchflaed fue poco después; el de Etelredo con Osthryth, sin embargo, es de fecha desconocida, pero debió haber ocurrido antes de 679, ya que Beda lo menciona al describir la batalla del Trent, que tuvo lugar ese año.
Beda no menciona la causa de la batalla, simplemente dice que ocurrió en el noveno año del reinado de Egfrido. Es más informativo sobre el resultado. Aelfwino, el joven rey vasallo de Deira, fue asesinado; Aelfwino era hermano de Osthryth y Egfrido y era apreciado en Mercia y Northumbria desde el matrimonio de Etelredo con Osthryth. Según Beda, su muerte amenazó con provocar más conflictos entre los dos reinos, pero Teodoro, el arzobispo de Canterbury, intervino:

Teodoro, el amado de Dios, consigue la ayuda de Dios, asfixiando las llamas de este terrible peligro con sus consejos saludables. Como resultado, se restableció la paz entre los pueblos y reyes y en lugar de más derramamiento de sangre, se pagó la indemnización consuetudinaria al rey Egfrido por la muerte de su hermano.

Etelredo tomó posesión de Lindsey nuevamente después de la batalla; el cambio en el control en esta ocasión fue duradero y Lindsey permaneció como parte de Mercia hasta que la invasión vikinga del siglo IX rehízo el mapa de Inglaterra. Los conflictos entre Northumbria y Mercia no cesaron completamente: Anales escoceses registran que Ethelbaldo, rey de Mercia en el siglo VIII, devastó territorio de Northumbria en 740, mientras que el rey, Eadberht de Northumbria, estaba ausente peleando con los pictos. Sin embargo, la batalla del Trento terminó con la participación de Northumbria en el sur de Gran Bretaña.
Un conflicto entre Wilfrido, obispo de York, y la iglesia con el establishment secular condujo a la expulsión de Wilfrido de Northumbria y a la división de su inmensa diócesis. Tras la muerte de Egfrido en 685, el arzobispo Teodoro arregló una reconciliación entre Wilfrido y Aldfrith, el sucesor de Egfrido, pero en 692, Aldfrith y Wilfrido se enemistaron y Wilfrido se exilió a Mercia. Etelredo nombró a Wilfrido como obispo de los Anglos medios y lo apoyo en el Concilio de Austerfield alrededor del 702, cuando Wilfrido presentó su caso ante una asamblea de obispos lídereada por el arzobispo Berhtwald de Canterbury. El apoyo de Etelredo a Wilfrido le envolvió en una disputa con Canterbury y Northumbria, no está claro cuál era el motivo, aunque puede ser relevante que algunos de los monasterios de Wilfrido estaban en territorio de Mercia.

## Los reinos del sur
Dos cartas de 681, muestran que Etelredo concedió tierra cerca de Tetbury, en lo que hoy es la frontera entre los condados de Gloucestershire y Wiltshire. Esto puede indicar que Etelredo fue capaz de extender la influencia de Mercia hasta el territorio de los sajones occidentales, tal como Wulfhere había hecho antes. Los sajones occidentales lograron un importante resurgimiento militar durante el mandato de Caedwalla, rey de Wessex de 685 a 688, pero cuando Caedwalla partió en peregrinación hacia Roma pudieron ocurrir conflictos internos antes de que su sucesor, Ine, subiera al trono. 
Caedwalla había conquistado con éxito los reinos de Sussex y Kent y su abdicación puede haber contribuido a la inestable historia del sureste en los siguientes años. En Kent, Oswine surgió como rey, aunque solo en Kent oriental; la mitad occidental del reino fue gobernada por Swaefheard, hijo de Saebbi, rey de Essex. Es posible que Etelredo prestara apoyo a Swaefheard y Oswine; para cada rey sobrevive una carta en la que Etelredo confirma concesiones de tierras en Kent y la invasión de Etelredo a Kent en 676, indica su oposición a la tradicional casa real de Kent. Una carta de Swaefheard fechada en 691 es también de interés, pues indica que Etelredo había invadido Kent; se ha sugerido que Etelredo pretendía colocar a Wilfrido en la silla del arzobispo de Canterbury, pero si es así no tuvo éxito. Alternativamente, Etelredo pudo haber necesitado asistencia de los sajones orientales en Kent, que podrían haber sido independientes de Mercia durante una década o más en ese tiempo. Los sajones orientales volvieron a la órbita Mercia en los siguientes años: en una carta de Etelredo, fechada entre 693 y 704, se muestra que le concedió tierras a Wealdhere, obispo de Londres y en 704 Etelredo accedió a un subvención realizada por Swaefheard. La última carta también parece mostrar que un funcionario local fue colocado en el puesto por los mercios para proteger sus intereses.
A pesar de esta evidencia de la participación de Mercia en el sureste hay muy pocos indicios de que Etelredo tuviera ambiciones expansionistas hacia el sur. La fuerza creciente de los sajones occidentales durante los mandatos de Caedwalla e Ine, limitaron las oportunidades de los mercios en esa dirección. Los northumbrios ya no eran una distracción; habían sido contenidos al norte del río Humber desde la batalla del Trent y dejaron de ser una amenaza tras su desastrosa derrota a manos de los pictos en 685. Una posible explicación es que Etelredo estaba preocupado por la guerra con los galeses. También fue en este momento que Hwicce entró más definitivamente en la órbita de Mercia. El último gobernante hwicceano que tuvo el título de rey fue Oshere, quien murió en 685; pero desde mediados de los años 670 buscaba el consentimiento de Etelredo para sus subvenciones y este lo consideraba como un rey vasallo. Más evidencia de la relación de Etelredo con Hwicce proviene de una carta en la que concede tierra para una catedral en Gloucestershire, en el territorio hwicceano; la carta aparenta ser una invención, pero parece basarse en una auténtica fuente anterior.

## Abdicación y últimos años
Osthryth fue asesinada en 697 por razones desconocidas; según Beda, los asesinos fueron «su propio pueblo, los caciques mercios». Beda registra la muerte de Peada, cuarenta años antes, como derivada de «la traición, se dice, de su propia esposa»; la esposa de Peada era Alchflaed, hermana de Osthryth. Por lo tanto el asesinato de Osthryth puede haber sido en venganza por el asesinato de Peada, aunque también se ha interpretado más directamente como un signo de permanente hostilidad entre Northumbria y Mercia. Osthryth fue enterrada en Bardney en Lindsey, el monasterio donde a petición suya se conservaban y veneraban las reliquias de su tío, Oswald de Northumbria, aunque las pruebas de la resistencia de Bardney al culto de Oswald también son indicativas de las pobres relaciones entre los dos reinos.
En 704, Etelredo abdicó para convertirse en monje y abad en Bardney, dejando el reino en manos de su sobrino Coenredo. Los gobernantes mercios del siglo VII a menudo patrocinaban establecimientos religiosos fuera del corazón de Mercia, quizás como una forma de ganar apoyo en las provincias periféricas. El interés del Etelredo y Osthryth en Bardney es consistente con este patrón. El fomento del culto de los santos reales en zonas más allá de las tierras centrales de Mercia parece también haber sido una política deliberada,  Etelredo y Osthryth fueron posteriormente reverenciados como santos en Bardney. Se cree que Etelredo siguió teniendo influencia en el reino tras su abdicación: un pasaje en la vida de Wilfrido de Stephen de Ripon muestra a Etelredo convocando a Coenredo a su presencia y aconsejándole hacer las paces con Wilfrido. La fecha de la muerte del Etelredo no está registrada; aunque se sabe que fue enterrado en Bardney.
Se sabe que Etelredo tuvo al menos un hijo, Ceolredo. Los registros medievales de Chronicon Abbatiae de Evesham señalan que Ceolredo no era hijo de Osthryth, aunque no nombran a la madre. Ceolredo subió al trono en 709, después de que Coenredo abdicara para irse en peregrinación a Roma. Una versión de las listas de los reyes de Mercia muestra a un rey llamado Ceolwald, que reinó después de Ceolredo, es posible que Ceolwald, si en verdad existió, fuera también hijo de Etelredo.